# 羅瑩雪
羅瑩雪（1951年11月8日—2021年4月3日），中華民國律师、政務官，臺灣花蓮縣出身，曾任法務部部長、政務委員、蒙藏委員會委員長、福建省政府主席。

## 生平
父親羅錫疇，湖南湘鄉人，中華民國陸軍少將退役，退役後於馬祖中學擔任教師。
羅瑩雪大學就讀國立臺灣大學法律系，為馬英九晚一期的學妹，1973年，取得國立臺灣大學法律學士。畢業後取得律師資格。至美國留學，就讀紐約州立大學奧爾巴尼分校，也曾一同參與保釣運動。1976年取得刑事司法學（Criminal Justice）碩士，回到台灣。
长期担任台湾的谦立法律事务所主持律师。曾參與推动1993年《兒童福利法》，與2003年《兒童及少年福利法》修法工作，並曾聲請司法院大法官解釋，推翻民法第1089條（俗稱「父權優先條款」）。
2006年臺北市長馬英九特別費案爆发时，羅瑩雪擔任市长秘书余文的辩护律师。張亞中違反《集會遊行法》案中，曾擔任其律師。陳幸妤控告名嘴案中，擔任胡忠信的辯護律師。
2021年4月3日，羅瑩雪因乳癌病逝，終年69歲。

## 從政经历
- 2008年之前，历任法務部专员，编审，台北市少年观护所副主任，卫生署药害救济委员会委员，中选会巡回监察员，消基会董事。
- 2008年，羅瑩雪出任國策顧問。
- 2011年，出任行政院政务委员，並兼任蒙藏委员会委员长，在擔任蒙藏委員會委員長期間，出訪蒙古國，是首次持公務簽證到訪蒙古國的蒙藏委員會委員長。
- 2013年8月1日，再兼任福建省政府主席；後因洪仲丘事件，行政院成立軍事冤案申訴委員會，羅瑩雪任委員長。
- 2013年9月23日，行政院宣布由羅瑩雪接任法務部長，9月30日正式就任[9] ，2016年5月20日卸任。

## 核准枪决死刑犯
羅瑩雪初就任時，未簽發執行死刑，並曾表示她是一位佛教徒，個人希望台灣未來能廢除死刑，以及死刑不是最好手段。但是立法委員吳育昇質疑若不願執行死刑就應該下台，對此羅則表示，必須要重新過濾，是否有死刑犯聲請非常上訴、釋憲或再審；若沒有才可以執行，並非不執行。2014年4月29日，羅瑩雪首度核准槍決戴文慶、杜明雄、杜明郎、劉炎國、鄧國樑等五名死刑犯，同日執行。2015年6月4日核准槍決王俊欽、王秀昉、鄭金文、黃主旺、王裕隆、曹添壽等六名死刑犯，隔日執行。2016年5月10日下午5時，核准槍決死刑犯鄭捷。總計其在法務部部長任內下令槍決12名死刑犯。

## 家庭
- 其父羅錫疇，退役中華民國陸軍少將，馬祖中學教師。
- 其夫熊宇飛，曾任鴻海集團採購長。

## 爭議

### 蒙藏委員會期間
- 2012年5月24日，以蒙藏委員會委員長身份至立法院內政委員會備詢。因羅瑩雪負責督導修訂原住民自治法草案，原住民立委高金素梅質詢她相關進度時，羅瑩雪認為自己是以蒙藏委員會委員長身份備詢，所以拒絕回答政務委員的事項，委員會召委陳其邁依法要求羅瑩雪回答問題，遭多位原住民立委痛批不尊重國會、並決議行政院應另行指定政務委員審查[15]。
- 民主進步黨立委蕭美琴質詢羅瑩雪，「當世界各國對藏人自焚問題紛表達高度關切與關注，唯有我國沉默無聲」，為何蒙藏委員會未提出抗議？羅瑩雪答詢說，這麼多民主國家及領袖譴責都沒用了，「我們要做更有效的事！」[16]當立委段宜康邀請羅瑩雪參加西藏抗暴紀念日活動，羅瑩雪表示她還要再了解狀況，身為政務官，參與活動必須有考量，她應該不會參加。段宜康批評蒙藏委員會遇到中國大陸鎮壓西藏時，嘴巴就封起來了，也不關心藏人自焚事件[17]。

### 法务部长期间
羅瑩雪在就任法務部長前即宣稱特偵組在監聽國會疑雲中「沒有主觀犯意」，被外界質疑調查小組還未組成就「未審先判」。

### 2014年臺北捷運隨機殺人事件
2014年臺北捷運隨機殺人事件於5月21日下午發生在臺北捷運板南線的龍山寺站和江子翠站之間的列車上。該列車編號為222號列次，自南港展覽館站開往永寧站。兇嫌鄭捷（男，21歲，當時就讀東海大學環境工程學系二年級）於16時22分至26分在編號2118和3118號、117與118編組的車廂內行兇，隨後於江子翠站遭員警和民眾制伏。事件共造成4死24傷，傷者的傷勢多集中在胸部和腹部。本案是自黃富康隨機殺人事件後，臺灣五年內第五起隨機殺人案，亦是臺北捷運自1996年通車營運以來，首起致命攻擊的犯罪事件。
2015年3月6日和10月30日，臺灣新北地方法院一審、臺灣高等法院二審皆宣判判決鄭捷四個死刑並褫奪公權終身。2016年4月22日，中華民國最高法院三審維持原判。三審定讞18天後經中華民國法務部花費7小時審查完畢、由時任部長羅瑩雪簽署批准。2016年5月10日執行槍決，該次為單獨一名死囚。
針對時任法務部長羅瑩雪下令處死鄭捷，鄭捷律師團曾抗議，政府行刑前未通知家屬、律師，鄭捷已申請非常救濟程序之扶助並獲准許，律師團原準備提出非常上訴、再審、釋憲，「惟法務部竟一反過去聲稱會審慎審核執行死刑之做法，於判決確定短短兩周即執行死刑」。

### 肯亞案
2016年4月8日， 肯亞警方破獲疑似華人詐騙集團，其中的22名臺灣人，連同之前23名在肯亞被判無罪的臺灣人，都遣返至中華人民共和國。這45人被中華人民共和國政府押回之後，導致中華民國法務部遭到強烈批評，先是被立委批以「司法管轄權混淆視聽，刻意迴避國民人身自由遭到中國強行侵害的事實」，羅瑩雪面對立委質疑，屢次回應，如「臺灣詐欺刑度過輕，由中國大陸管轄較佳」等爭議言論。激怒多位立委。
- 民進黨立委段宜康批評，法務部沒向中國大陸表示抗議這次的擄人事件，實在太「可恥」了，羅瑩雪聽到則反批段宜康「民粹」。
- 立委顧立雄則說，這種認為中國大陸法律比較嚴格的想法，司法乾脆委託給中國大陸辦算了！羅瑩雪表示不同意，又反嗆「委員這樣的質詢才是荒腔離譜」。
- 立委尤美女質詢，同一批人中的泰國國籍者遣返回泰國，「為甚麼泰國人可以回泰國，臺灣人不能回臺灣？」羅瑩雪答：「可能那些人沒詐騙大陸人，因為泰國人只會講泰國話。」尤美女臉色大變。
- 時任時代力量立委黃國昌對於先前有臺灣人由於遭到中國大陸通緝，最後在古巴跳樓自殺一事，質疑羅瑩雪。羅瑩雪回應：「然後他就死掉了」，黃國昌大怒。羅瑩雪此番話成為台灣網路迷因流傳至今。

司法法制委員會最後通過臨時提案嚴厲譴責羅瑩雪，並要求行政院即刻撤換法務部長。對此，羅瑩雪表示，因為即將下臺了，發言才會拋開顧忌，說出真相。而後，羅瑩雪依然不甘示弱，夜半親自撰寫新聞稿，痛批立委民粹、「別只出一張嘴」。

## 轶闻
在負笈纽约期间，罗莹雪参加过保钓运动，也曾经為綜藝節目《連環泡》写过剧本。

## 外部連結
| 中華民國政府職務                   | 中華民國政府職務                                        | 中華民國政府職務                   |
| ---------------------------------- | ------------------------------------------------------- | ---------------------------------- |
| 行政院                             |                                                         |                                    |
| 前任： 高思博                      | 蒙藏委員會委員長 第二十八任 2011年2月9日－2013年9月29日 | 繼任： 陳明仁（代理） 正任：蔡玉玲 |
| 前任： 陳明堂（代理） 正任：曾勇夫 | 法務部部長 第十三任 2013年9月30日－2016年5月20日        | 繼任： 邱太三                      |
| 福建省政府                         |                                                         |                                    |
| 前任： 陳士魁                      | 福建省政府主席 第十五任 2013年8月1日－2013年9月29日     | 繼任： 薛琦                        |